# رافاييل ميراندا دا كونسيساو
رافاييل ميراندا دا كونسيساو (بالبرتغالية: Rafael Miranda da Conceição‏) هو لاعب كرة قدم برازيلي في مركز الوسط، ولد في 11 أغسطس 1984 في بيلو هوريزونتي في البرازيل. لعب مع أتلتيكو باراناينسي وأتلتيكو مينيرو ونادي باهيا ونادي ماريتيمو.

## وصلات خارجية
- رافاييل ميراندا دا كونسيساو على موقع قاعدة بيانات كرة القدم.إي يو (الإنجليزية)
- رافاييل ميراندا دا كونسيساو على موقع Soccerway.com (الإنجليزية)
- رافاييل ميراندا دا كونسيساو على موقع AS.com (الإسبانية)